# ماريون كوتس
ماريون كوتس (بالإنجليزية: Marion Coutts)‏ هي كاتِبة ومصورة ومغنية بريطانية، ولدت في 1965 في نيجيريا.